# NGC 679
NGC 679 је елиптична галаксија у сазвежђу Андромеда која се налази на NGC листи објеката дубоког неба.
Деклинација објекта је + 35° 47' 10" а ректасцензија 1h 49m 43,7s. Привидна величина (магнитуда) објекта NGC 679 износи 12,3 а фотографска магнитуда 13,3. Налази се на удаљености од 54,497 милиона парсека од Сунца. NGC 679 је још познат и под ознакама UGC 1283, MCG 6-5-12, CGCG 522-15, 5ZW 114, PGC 6711.